# Neoholopogon loewi
Neoholopogon loewi är en tvåvingeart som beskrevs av Joseph och Parui 1989. Neoholopogon loewi ingår i släktet Neoholopogon och familjen rovflugor. Inga underarter finns listade i Catalogue of Life.